# إفان ماكمولين
إفان ماكمولين (بالإنجليزية: Evan McMullin)‏ (و. 1976 – م) هو سياسي من الولايات المتحدة الأمريكية . ولد في بروفو .وهو عضو في الحزب الجمهوري، وسياسي مستقل .

## التعليم
تعلم في جامعة بريغام يونغ، وجامعة بنسلفانيا، وAuburn High School (Washington) ‏

## مناصب وهيئات
أدار وكالة المخابرات المركزية، وغولدمان ساكس، والمفوضية العليا للأمم المتحدة لشؤون اللاجئين.

## روابط خارجية
- إفان ماكمولين على موقع IMDb (الإنجليزية)
- إفان ماكمولين على موقع ميتاكريتيك (الإنجليزية)
- إفان ماكمولين على موقع روتن توميتوز (الإنجليزية)
- إفان ماكمولين على موقع قاعدة بيانات الفيلم (الإنجليزية)